# Reserva marina de Cabo de Palos e Islas Hormigas

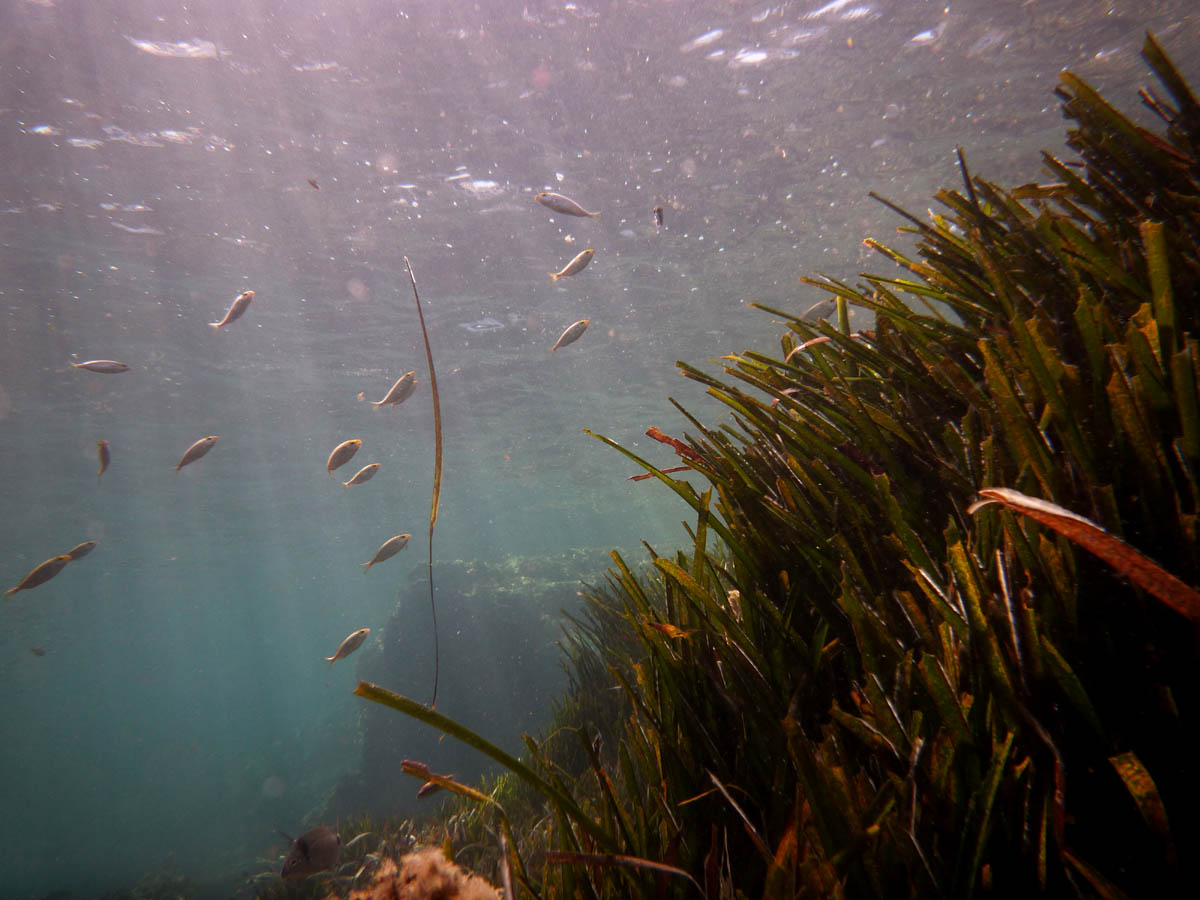
Fondos de posidonia oceanica de Cabo de Palos.

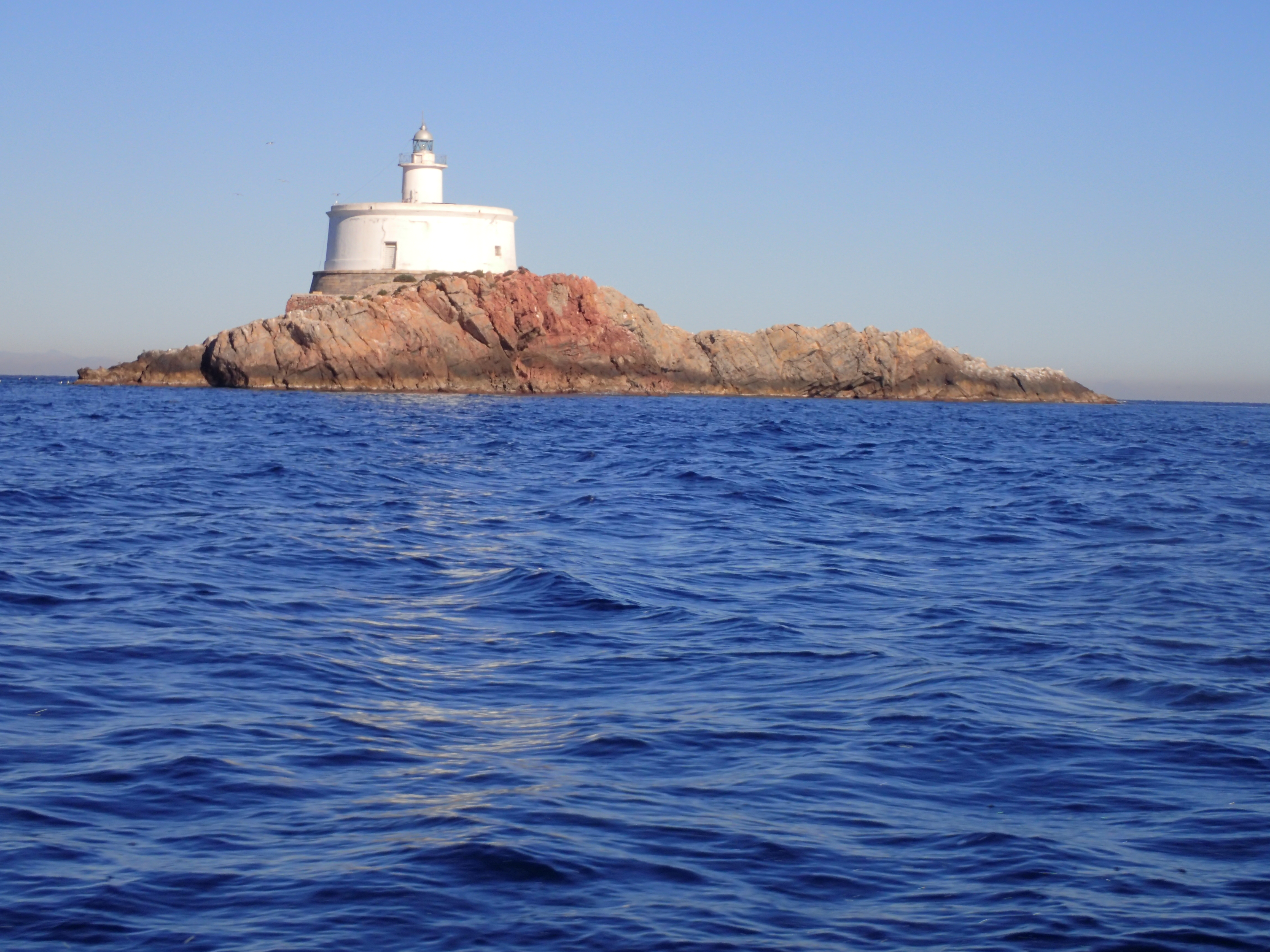
Faro de las Islas Hormigas.

La reserva marina de Cabo de Palos e Islas Hormigas es un espacio natural submarino protegido que se encuentra en Cartagena (Región de Murcia, España), y abarca un territorio de unos 19 km² entre el faro de Cabo de Palos y las Islas Hormigas. Se caracteriza por su gran diversidad biológica y el buen estado de conservación de sus fondos. Son muy destacables las grandes praderas de posidonia así como las colonias de corales que conforman el hábitat de numerosas especies vegetales y animales.

## Características
Se trata de un gran promontorio submarino que constituye la continuación del Cabo de Palos, el cual reaparece en la superficie en las islas hormigas, constituyendo sus bajos fondos un gran peligro para la navegación, como lo atestigua el naufragio del Sirio, un trasatlántico que se hundió en 1906 con gran cantidad de víctimas mortales. 
Fue protegido en 1995 con el objetivo de preservar la flora y fauna de la zona y como forma de garantizar una reserva de animales reproductivos de especies comerciales. Este último objetivo se ha cumplido muy satisfactoriamente.
La reserva marina tiene unas zonas de protección integral en la que está prohibida cualquier actividad y otras zonas en las que se permiten ciertas actividades con algunas restricciones. 
Esta reserva marina está incluida en la Red Natura 2000 de la Unión Europea como LIC dentro de una zona más amplia denominada "Franja Litoral Sumergida de la Región de Murcia"
El faro que se encuentra sobre el Cabo de Palos está declarado como Bien de Interés Cultural.

## Faro de las Islas Hormigas
Según los pescadores del lugar, el nombre de Islas Hormigas proviene  de la cantidad de cigarrones (crustáceos del Mediterráneo) que antiguamente colonizaban los islotes y se veían en las laderas sumergidas formando hileras a modo de filas de hormigas. 
El faro de la isla de las Hormigas se construyó antes que el principal de Cabo de Palos. Incomprensiblemente, en la Hormiga el edificio había sido proyectado como si tuviera que edificarse en tierra firme. De planta cuadrada; nada que significase superficies aerodinámicas capaces de penetrar la violencia de las olas en una zona expuesta a fuertes levantes. Y lo que tenía que ocurrir, finalmente ocurrió; solo siete años después de su inauguración, un fuerte viento de levante con una mar picada y amenazante desencadenó la tragedia durante la Noche de difuntos de 1869.
La noticia fue recogida por la prensa de la época en estos términos: «Nuestros lectores conocen la espantosa borrasca que acaba de combatir las costas de Levante, produciendo naufragios de buques nacionales y extranjeros. Entre todos los episodios a que ha dado lugar, ninguno tan interesante por sus particulares circunstancias como el que, en el presente número, con la mayor exactitud verán reproducido nuestros lectores en el adjunto grabado. Los pormenores de la catástrofe ocurrida en el faro de la Hormiga, son los siguientes: las aguas, combatiendo en medio de un temporal deshecho la torre del Faro, arrastraron sucesivamente todos los muebles y útiles del establecimiento, y por último a la familia del torrero. Este desgraciado se defendió cuanto pudo de las olas, luchando para salvar a su familia, y viendo perecer sucesivamente a su esposa y tres niños arrebatados por los embates del mar. Próximo a sucumbir también, y teniendo a su último hijo en los brazos, fue recogido con un valor heroico y entre inminentes peligros de muerte, por el patrón de barquilla agregada al servicio del Faro».
Al año siguiente se acometió la construcción de un nuevo faro en las Hormigas, esta vez de planta circular. No obstante, las penosas condiciones de vida de los dos torreros y sus familias, incomunicados cada vez que el mar se encrespaba, continuarían hasta 1920, cuando se sustituyó el viejo faro manual por otro automático, el primero de España.

## Submarinismo
La belleza y buena conservación de los fondos marinos ha convertido esta zona en uno de los destinos preferidos para la práctica del submarinismo en España, constituyendo la visita al pecio del trasatlántico hundido en una de sus atracciones principales, si bien está reservado a buceadores experimentados, ya que el buque se encuentra a gran profundidad.
Los fondos marinos de la reserva han sido declarados en 2015 como mejor destino de buceo del continente europeo.

## Situación de la Reserva dentro del Campo de Cartagena

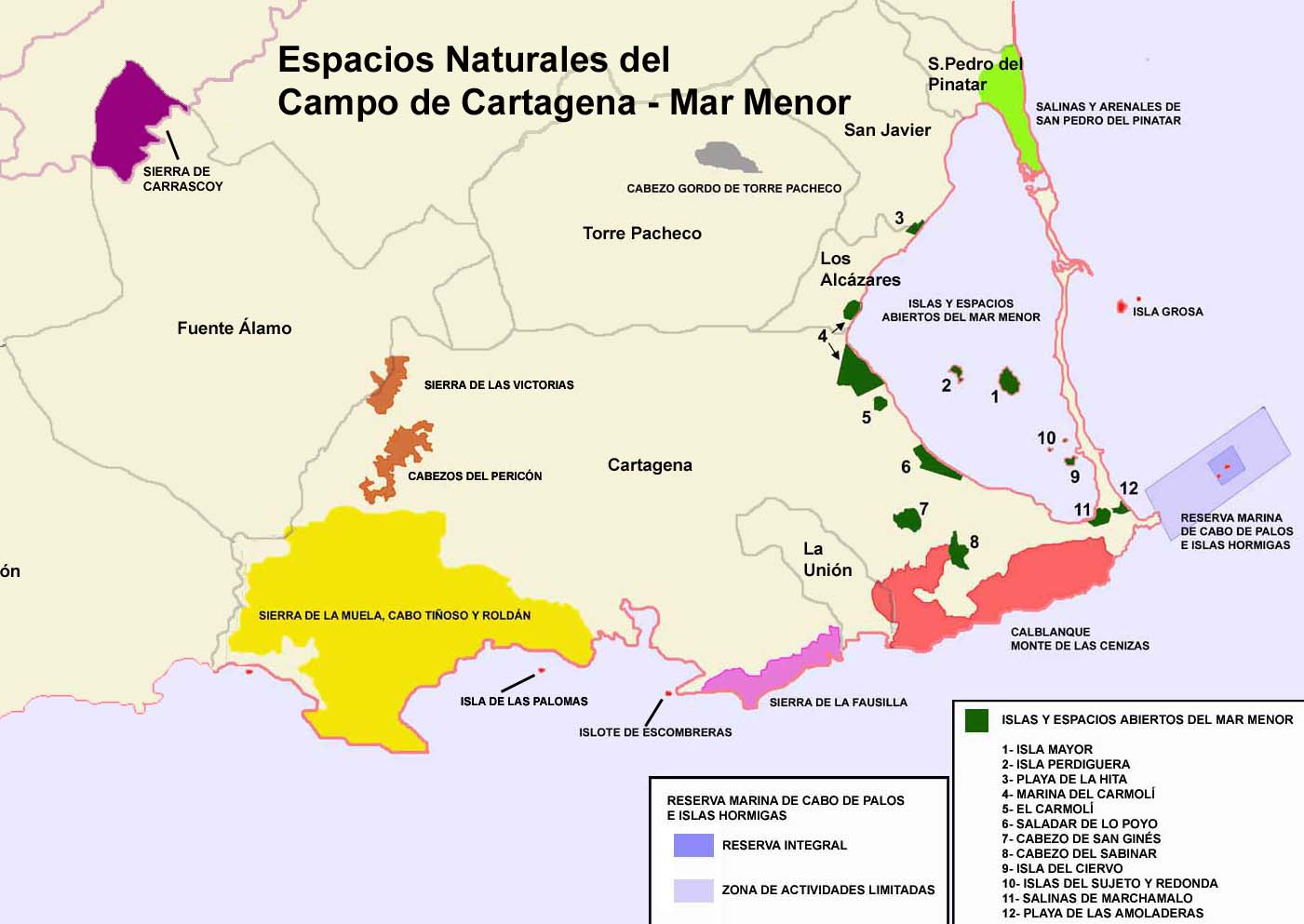
Espacios naturales de todo el Campo de Cartagena y Mar Menor: La reserva marina de Cabo de Palos se encuentra a la derecha de la imagen.